# Boom Town Café
Albums de Abbittibbi
Chaude était la nuit
(1994)
Boom Town Café est le premier album du groupe Abbittibbi, paru le 22 octobre 1981. 
Le groupe compte dans ses rangs l'auteur-compositeur-interprète Richard Desjardins, qui signe et chante la majorité des chansons du disque. L'album a été enregistré et mixé au studio Bobinason à Montréal, de novembre 1980 à février 1981. L'édition vinyle depuis longtemps épuisée, renommée Boomtown Café a été rééditée le 11 mai 2018, en même temps que les versions CD et numérique.

## Liste des chansons
Toutes les chansons sont écrites par Richard Desjardins, sauf mention contraire.
| 1. | Boom Town Café                         | 3:18 |
| 2. | Rose-Aimée (Desjardins, Daniel Corvec) | 3:00 |
| 3. | Le cœur à bonne place                  | 3:45 |
| 4. | 10 heures du soir                      | 1:30 |
| 5. | R'garde en avant                       | 2:43 |
| 6. | Le beau grand slow                     | 3:48 |

| 1. | Le chant du bum                                   | 2:50 |
| 2. | La valseuse (Jacques Tessier)                     | 2:57 |
| 3. | Y va toujours y avoir                             | 3:24 |
| 4. | Langlois (Desjardins, Rémy Perron)                | 4:20 |
| 5. | Lonely Walker (Desjardins, Perron, Michel X Côté) | 2:30 |

## Personnel
Abbittibbi
- Richard Desjardins : piano, voix
- Rémy Perron : basse, guitare, voix
- Gary Farrell (Seperich) : guitare, voix
- Claude Vendette : flûte, saxophone
- Théodor Busch : violon
- Michel Jetté : batterie

- Alain Bellavance : son

Musiciens invités
- Denis Champoux : steel guitar
- Pierre Cormier : bongos
- Alain Blais : saxophone
- Médéric Lozier : mandoline